# Tainan Civil Stadium
Tainan Civil Stadium – wieloużytkowy stadion w Tainan na Tajwanie. Został otwarty w 1948 roku. Mieści 20000 osób. Wszystkie miejsca na tej arenie są siedzące.